# Marie Mejzlikova
Marie Mejzlikova (Praga, República Checa, 13 de diciembre de 1903-1994) fue una atleta checa especializada en salto de longitud, prueba en la que fue la primera plusmarquista mundial desde el 6 de agosto de 1922 al 2 de agosto de 1926.

## Carrera deportiva
El 6 de agosto de 1922, en la ciudad de Praga consiguió saltar 5.16 metros, homologado por la Federación Internacional de Atletismo como el primer récord del mundo en salto de longitud femenino; poco más de un año después, el 23 de septiembre de 1923, superó su marca logrando llegar hasta los 5.30 metros, récord que perduró casi tres años, hasta el 2 de agosto de 1926, cuando la británica Muriel Gunn salto 5.485 metros, estableciendo un nuevo récord mundial.